# Planggenstock (bergstopp i Schweiz, Glarus)
Planggenstock är en bergstopp i Schweiz.   Den ligger i kantonen Glarus, i den östra delen av landet, 120 km öster om huvudstaden Bern. Toppen på Planggenstock är 1 675 meter över havet, eller 252 meter över den omgivande terrängen. Bredden vid basen är 3,5 km.
Terrängen runt Planggenstock är varierad. Runt Planggenstock är det ganska tätbefolkat, med 179 invånare per kvadratkilometer.. Närmaste större samhälle är Rapperswil, 16,5 km nordväst om Planggenstock. 
I omgivningarna runt Planggenstock växer i huvudsak blandskog.